# كوسند (كورنوال)
كوسند (بالإنجليزية: Cawsand)‏ هي قرية تقع في المملكة المتحدة في كورنوال.